# 申黛勒·休克曼
申黛勒·休克曼（英語：Shendelle Schokman，1983年1月12日—），美國女模特兒。曾擔任過Bikini.com的泳裝模特兒。2007年登上《Hooters》8月份雜誌封面。

## 早期生活
休克曼出生於加利福尼亞州帕薩迪納，她曾就讀格倫多拉高中。